# 朱由橏
朱由橏（？—？），中國明朝明光宗朱常洛第七子、母敬妃冯氏。
朱由橏襁褓夭折，无人理睬。崇禎年間，异母兄崇祯帝追思起这个幼弟，特将其追封為慧昭王并赐名，又将他的母亲尊封为敬妃。